# 下田文代のビタミンチャージ
『下田文代のビタミンチャージ』（しもだふみよのビタミンチャージ）は、2014年10月5日からRKB毎日放送（RKBラジオ）で放送されている朝のトーク番組である。

## 番組概要
毎回、福岡を中心に様々な分野で活躍する人物をゲストに招き、仕事に対する情熱と元気の源を紹介する。
放送開始から長らく独立番組だったが、2017年春の改編によってインサイトSUNDAYのフロート番組化された。
2018年春には仲谷一志・下田文代の夜なおし堂のフロート番組となる。

## 放送時間
- 不定期放送（2018年4月2日 - 6月）
- 日曜日 8:35-8:45（JST。2017年4月2日 - 2018年4月1日）
- 日曜日 7:30-7:40（JST。2014年10月5日 - 2016年3月26日）

## パーソナリティ
- 下田文代